# Surduc (okręg Kluż)
Surduc – wieś w Rumunii, w okręgu Kluż, w gminie Iara. W 2011 roku liczyła 269 mieszkańców.